# Fareisa Joemmanbaks

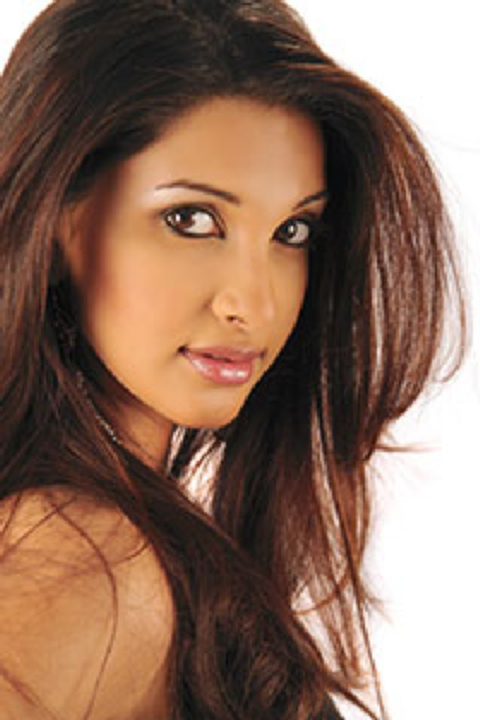
Fareisa Joemmanbaks

Fareisa Rouella Joemmanbaks (Paramaribo, 2 de octubre de 1984) es una modelo y actriz nativa de Surinam. En el 2006 fue elegida "Miss India Surinam", y al año siguiente en Fords (Nueva Jersey) fue "Miss India Mundial" 2007, junto con la sudafricana Nadia Vorajee y la canadiense Sapna Sehravat. 

## Filmografía
- Saiyaan Chitchor (2008) - Amisha